# Bruno Benfey
Bruno Benfey (* 4. September 1891 in Rösrath; † 28. Juni 1962 in St. Stephan BE, Schweiz) war ein lutherischer Geistlicher.

## Leben
Benfey entstammte der Ehe von zwei zum Christentum konvertierten Mitgliedern einer jüdischen Familie in Göttingen. Er besuchte das Ratsgymnasium Hannover und studierte Evangelische Theologie in Göttingen und Berlin. 1913 bestand er die erste, 1915 die zweite theologische Prüfung. Nach seiner Ordination am 15. September 1915 in Hannover wurde er zunächst als Pfarrkooperator in Harburg und Bremervörde eingesetzt. 1918 bis 1925 stand er im Dienst der Evangelischen Kirche von Westfalen und wurde unter anderem als Jugendpfarrer im westfälischen Industrierevier eingesetzt. 1925 wurde er Pastor in Mulsum, 1927 an der St.-Marien-Kirche in Göttingen.
Schon gegen seine Berufung auf die Pfarrstelle in Göttingen regte sich wegen seiner jüdischen Herkunft in der Gemeinde Widerstand. Ein Einspruch gegen die Berufung wurde jedoch von der Kirchenbehörde abgelehnt. Benfey widmete sich besonders der Jugendarbeit und der Ökumene. Der von ihm begründete ökumenische Arbeitskreis gehörte zu den ersten seiner Art in Deutschland.
Im Zuge der Neubesetzung der Ersten Pfarrstelle an St. Marien mit dem der Sturmabteilung (SA) angehörigen Pastor Runte kam es zu einem Konflikt und zu einem von Benfey selbst beantragten Disziplinarverfahren, in dem er aber nur mit einer Rüge bestraft wurde. Für die vom nationalsozialistisch dominierten Kirchenvorstand betriebene Entfernung aus dem Amt sah das Landeskirchenamt keinen Anlass. Im November 1936 fanden bei zwei von Benfey gehaltenen Gottesdiensten antisemitische Kundgebungen vor der Kirche statt. Nach dem Gottesdienst am Buß- und Bettag wurde er in der Kirche verhaftet und drei Tage lang festgehalten. 1937 wurde er in den Wartestand versetzt. Aus dem Regierungsbezirk Hildesheim ausgewiesen, fand er eine Anstellung bei einer Bekenntnisgemeinde in Wernigerode. Während der „Reichskristallnacht“ wurde er erneut inhaftiert und anschließend in das Konzentrationslager Buchenwald verbracht. Auf Vermittlung seines Sohnes wurde er entlassen und konnte zunächst in die Niederlande emigrieren, wo er ab 1939 im Auftrag des Ökumenischen Rats der Kirchen die seelsorgerliche Betreuung der in und um Amsterdam lebenden „nichtarischen“ Christen übernahm. Mit Hilfe eines deutschen Pastors entging er selbst der Deportation nach der deutschen Besetzung des Landes.

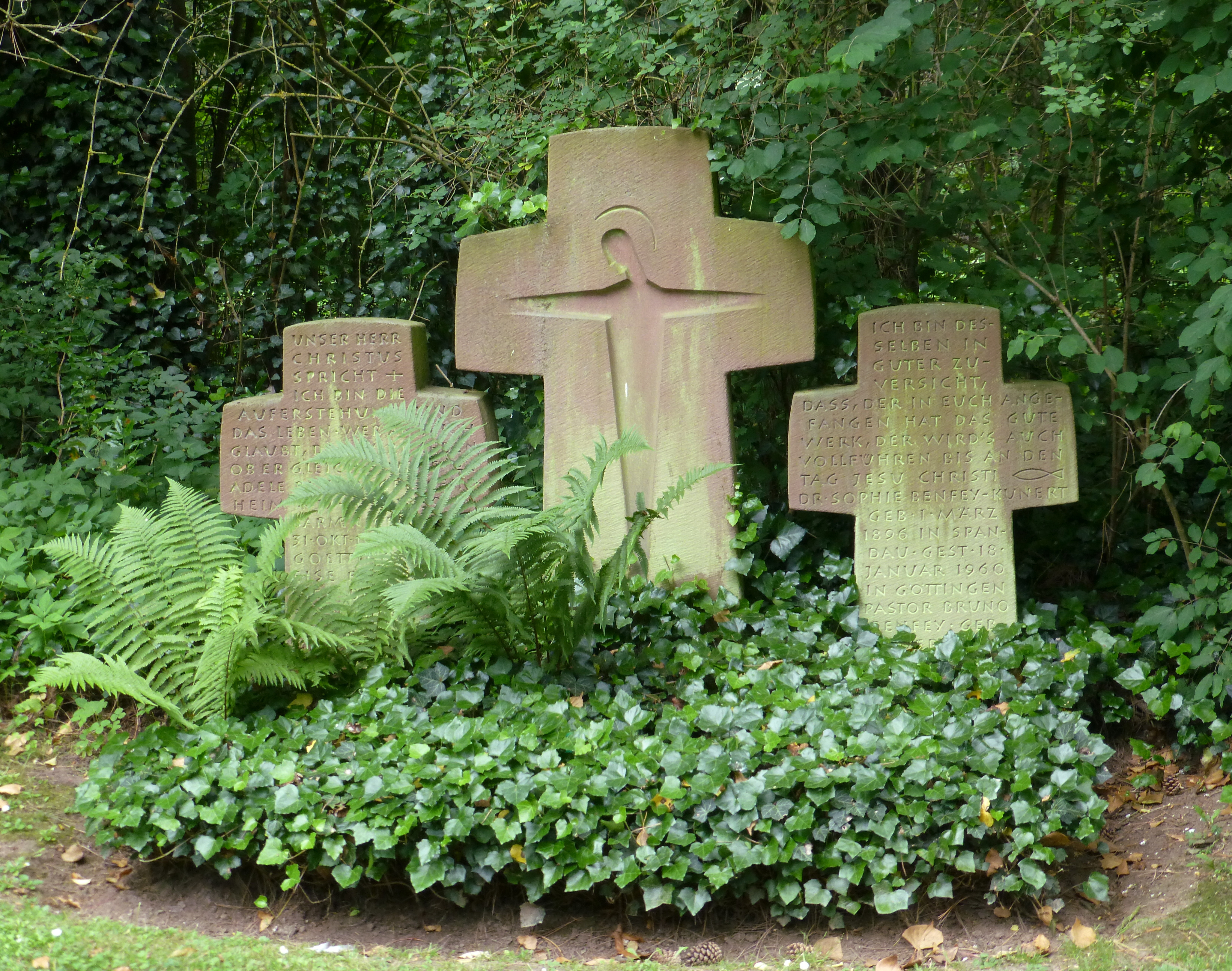
Grabstätte Benfeys auf dem Göttinger Stadtfriedhof

Im Mai 1946 kehrte Benfey, gegen den Widerstand des Kirchenvorstandes, als Pastor an St. Marien nach Göttingen zurück. Unterstützung erhielt er unter anderem aus der Professorenschaft, namentlich durch den Kirchenrechtler Rudolf Smend als Mitglied des Rates der EKD. Am 1. Januar 1962 trat Benfey in den Ruhestand. Er erlag noch im gleichen Jahr in der Schweiz während einer Gemeindefreizeit einem Herzschlag.
Benfey war – nach dem Tod seiner ersten Frau im Jahre 1932 – in zweiter Ehe seit 1934 mit der Theologin Sophie Kunert verheiratet.

## Schriften
- Zwei Jahre Jugendevangelisation in Westfalen. In: Die Volksmission. Monatsschrift für Evangelisation, Apologetik und Vertiefung christlichen Volkslebens, 1920 [der Verf. wird hier versehentlich mit seinem zweiten Vornamen Gustav genannt]
- Das Jugendwerk der Kirche als Evangelisation, 1927